# Liara tenebra
Liara tenebra är en insektsart som beskrevs av Sigfrid Ingrisch 1998. Liara tenebra ingår i släktet Liara och familjen vårtbitare. Inga underarter finns listade i Catalogue of Life.